# Tour de Lombardie 2005
La 99e édition du Tour de Lombardie s'est déroulée le 15 octobre 2005. La course a été remportée par le coureur italien Paolo Bettini avec une moyenne de 41,418 km/h. Le parcours s'est déroulé entre Mendrisio et Côme sur une distance de 246 kilomètres.
L'épreuve faisait partie de l'UCI ProTour 2005.

## Déroulement de la course
Paolo Bettini fait la sélection en attaquant dans la côte de la Madonna del Ghisallo. Seul Gilberto Simoni, Giampaolo Caruso, Carlos Sastre et Frank Schleck peuvent le suivre. Sastre craque à seize kilomètres de l’arrivée sur une nouvelle accélération de Bettini, tandis que Caruso et Schleck sont distancés dans la dernière ascension. Ils arrivent néanmoins à revenir dans la descente. La course se joue donc dans un sprint à quatre dans lequel Bettini domine Simoni et Schleck.

## Classement final
|    | Coureur              | Pays       | Équipe                     | Temps           |
| -- | -------------------- | ---------- | -------------------------- | --------------- |
| 1  | Paolo Bettini        | Italie     | Quick Step-Innergetic      | 5 h 56 min 22 s |
| 2  | Gilberto Simoni      | Italie     | Lampre-Caffita             | 0 s             |
| 3  | Fränk Schleck        | Luxembourg | Team CSC                   | 0 s             |
| 4  | Giampaolo Caruso     | Italie     | Liberty Seguros-Würth      | + 4 s           |
| 5  | Davide Rebellin      | Italie     | Gerolsteiner               | + 54 s          |
| 6  | Fabian Wegmann       | Allemagne  | Gerolsteiner               | 54 s            |
| 7  | Gorazd Štangelj      | Slovénie   | Lampre-Caffita             | 54 s            |
| 8  | Martin Elmiger       | Suisse     | Phonak                     | 54 s            |
| 9  | Massimiliano Gentili | Italie     | Naturino-Sapore di Mare    | 54 s            |
| 10 | Santo Anzà           | Italie     | Acqua & Sapone-Adria Mobil | 54 s            |